# استفتاء تقرير مصير الجزائر (1962)
استفتاء تقرير مصير الجزائر هو استفتاء على استقلال الجزائر عن فرنسا. جرى في الجزائر يوم 1 يوليو 1992. وفقًا لاتفاقيات إيفيان التي وضعت حدا للنزاع المُسلح بين المتحاربين الرئيسيين في ثورة التحرير في 19 مارس 1962، شريطة أن تتم في غضون فترة تتراوح بين ثلاثة وسبع سنوات.

## السياق

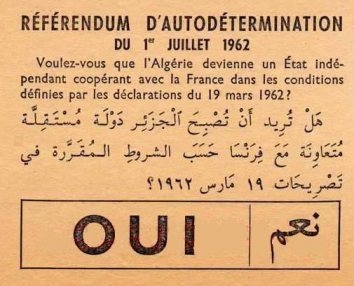
ورقة الاقتراع لاستفتاء 1 يوليو 1962

حدد تكوين الناخبين بشكل رئيسي بموجب مرسوم صدر في 19 مارس 1962. ويشمل المواطنين المقيمين في الجزائر (المادة 1)، والمواطنين المسجلين في قائمة انتخابية في الجزائر المقيمين خارج الإقليم (المادة 2)، وبعض المواطنين المولودين في الجزائر والمقيمين في فرنسا الحضرية أو في الخارج (المادة 3)؛ يُستبعد أعضاء الوحدة من المادة 1 (المادة 4).

يجب أن يقول الناخبون «نعم» أو «لا» في السؤال التالي: 
 .
فاز «نعم» بنسبة 99.72 ٪ من الأصوات المدلى بها. أعلن رئيس الجمهورية الفرنسية شارل ديغول في 3 يوليو اعتراف فرنسا باستقلال الجزائر، وقد أعلنت في الجزائر في 5 يوليو 1962، أن يتزامن مع تاريخ المعاهدة استسلام داي حسين في عام 1830 .

## النتائج
وكانت النتائج على النحو التالي:
- المسجلون: 6 549 736
- الناخبون: 6 017 800
- الأصوات المدلى بها: 5 992 115
- الأصوات الملغاة: 25 565
- نعم: 5 975 581
- لا: 16 534

|         | لا     | نعم       |
| ------- | ------ | --------- |
| الأصوات | 16 534 | 5 975 581 |
| النسبة  | 0.28٪  | 99.72٪    |